# Il commediante (film 1995)
Il commediante (Funny Bones) è un film del 1995 diretto da Peter Chelsom.